# باغ برج علی اکبری گلپایگان
باغ برج علی اکبری گلپایگان مربوط به دوره قاجار است و در گلپایگان، خیابان آقا شاهی، محله سررباطان واقع شده و این اثر در تاریخ ۱۱ مرداد ۱۳۸۴ با شمارهٔ ثبت ۱۲۳۱۸ به‌عنوان یکی از آثار ملی ایران به ثبت رسیده است.